# Глухий ясенний боковий фрикативний
Глухий ясенний боковий фрикативний — приголосний звук, що існує в деяких мовах. У Міжнародному фонетичному алфавіті записується як ⟨ɬ⟩. У розширеному фонетичному алфавіті X-SAMPA позначається як K.

## Властивості
- Тип фонації — глуха, тобто цей звук вимовляється без вібрації голосових зв'язок.
- Місце творення — ясенне, тобто звук артикулюється кінчиком або передньою спинкою язика проти ясенного бугорка.

## Приклади
Звук не є поширеним в європейських мовах (за винятком мов Кавказу та валлійської), але є поширеним у північнокавказьких мовах, мовах корінних народів Америки, африканських та деяких азійських мовах.
| Мова         | Мова                 | Слово     | МФА         | Значення       | Примітки                                |
| ------------ | -------------------- | --------- | ----------- | -------------- | --------------------------------------- |
| Адигейська   | Адигейська           | плъыжь    | [pɬəʑ] д·і  | червоний       |                                         |
| Атна         | Атна                 | dzeł      | [tsəɬ]      | гора           |                                         |
| Алеутська    | Атканський діалект   | hla       | [ɬɑ]        | хлопчик        |                                         |
| Аварська     | Аварська             | лъабго    | [ˈɬabɡo]    | три            |                                         |
| Берберська   | Берберська           | altu      | [æˈɬʊw]     | ще ні          |                                         |
| Черокі       | Деякі носії          | ᎥᏝ        | [ə̃ʔɬa]      | ні             | Відповідає [tɬ] в мові більшості носіїв |
| Чикасавська  | Чикасавська          | lhinko    | [ɬiŋko]     | бути товстим   |                                         |
| Китайська    | Тайшанський діалект  | 三        | [ɬam˧]      | Три            |                                         |
| Чукотська    | Чукотська            | ԓевыт     | [ɬeβət]     | Голова         |                                         |
| Крикська     | Крикська             | rakkē     | [ɬakkiː]    | великий        |                                         |
| Фарерська    | Фарерська            | hjálp     | [jɔɬp]      | 'help'         |                                         |
| Ґренландська | Ґренландська         | illu      | [iɬːu]      | Дім            |                                         |
| Ісландська   | Ісландська           | siglt     | [sɪɬt]      | поплавав       |                                         |
| Інуктитут    | Інуктитут            | akłak     | [akɬak]     | ведмідь гризлі |                                         |
| Кабардинська | Кабардинська         | лъы       | [ɬə] д·і    | кров           |                                         |
| Хантийська   | Сургутський діалект  | ԓӓпәт     | [ˈɬæpət]    | сім            |                                         |
| Хантийська   | Казимський діалект   | ԓапәт     | [ˈɬɑpət]    | сім            |                                         |
| Навахо       | Навахо               | łaʼ       | [ɬaʔ]       | дещо           |                                         |
| Шведська     | Ямтландський діалект | kallt     | [kaɬt]      | холодно        | Див. Фонологія шведської мови           |
| Валлійська   | Валлійська           | llall     | [ɬaːɬ]      | інший          |                                         |
| Зулу         | Зулу                 | isihlahla | [isiˈɬaːɬa] | дерево         |                                         |